# Christos Androutsos

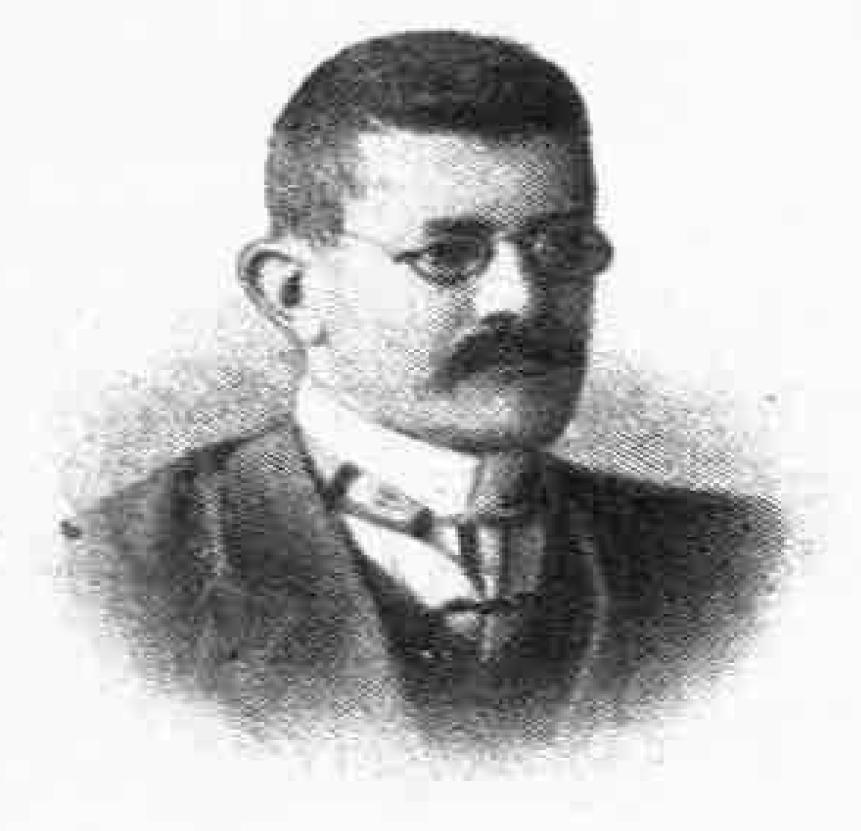
Christos Androutsos (1912)

Christos Androutsos (griechisch Χρήστος Ανδρούτσος, * 7. Januar 1869 in Kios (Bithynien); † 3. November 1935 in Athen) war ein griechischer orthodoxer Theologe und Philosoph.

## Leben und Werk
Christos Androutsos studierte Theologie am Seminar von Chalki. Anschließend studierte er in Leipzig Theologie und Philosophie.
Christos Androutsos lehrte mit politisch bedingten Unterbrechungen (1911–1918, 1920–1922, 1925–1935) Dogmatik und christliche Ethik an der Nationaluniversität in Athen. Er galt als ein orthodoxer Schultheologe, der sich an westlichen theologischen Konzepten orientierte. Sein Dogmatikkompendium, das er nach katholischem Vorbild konzipierte, gehört zu den ersten systematischen Darstellungen der orthodoxen Glaubenslehre. Dieses Werk beeinflusst nach wie vor die orthodoxe akademische Theologie. Seine theologischen Standpunkte gelten mittlerweile als umstritten.
1914 wurde ihm von der griechischen Regierung in Anerkennung seiner Verdienste das Kreuz in Silber des Erlöser-Ordens (ο Αργυρός Σταυρός των Ιπποτών του Τάγματος του Σωτήρος) verliehen und 1921 wurde er mit dem Kreuz in Gold (ο Χρυσός Σταυρός των Ιπποτών του Τάγματος του Σωτήρος) ausgezeichnet.